# Waukesha (Wisconsin)
Waukesha város az USA Wisconsin állam Waukesha megyéjében, melynek megyeszékhelye is. Lakosainak száma 71 158 fő (2020. április 1.).  A város a Fox-folyó partján fekszik, Milwaukee várostól mintegy 25 km-re nyugatra.

## Népesség
A település népességének változása:
| Lakosok száma | 1456 | 70 718 | 71 158 |
|               | 1860 | 2010   | 2020   |